# Stanze di Raffaello
Le Stanze di Raffaello sono quattro sale in sequenza che fanno parte dei Musei Vaticani e sono così chiamate perché affrescate dal grande pittore urbinate e dagli allievi della sua bottega.

## Storia

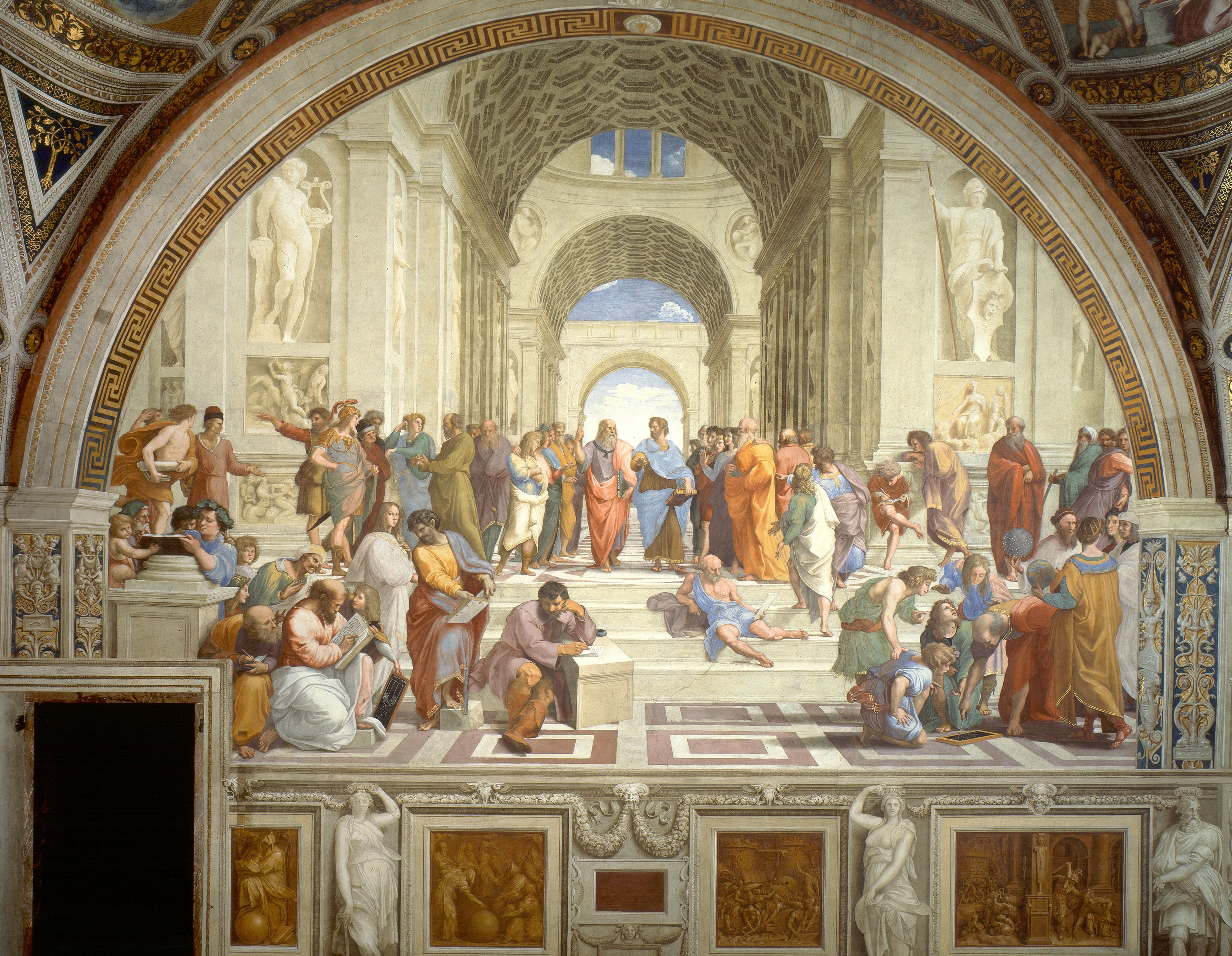
La Scuola di Atene

Giulio II, pochi anni dopo l'inizio del suo pontificato, si rifiutò di utilizzare l'Appartamento Borgia, indissolubilmente legato al suo predecessore Alessandro VI. Testimonia una nota del suo cerimoniere Paride Grassi: "non volebat videre omni hora figuram Alexandri praedecessoris sui" ("non voleva vedere in ogni istante l'immagine del suo predecessore Alessandro"). Per questo scelse alcuni ambienti al secondo piano del Palazzo Apostolico nell'ala settentrionale, frutto delle ricostruzioni parziali di Niccolò V.
Secondo quanto testimonia Vasari questi ambienti presentavano già decorazioni quattrocentesche importanti, con alcune pareti affrescate da Piero della Francesca, Benedetto Bonfigli, Andrea del Castagno, Luca Signorelli e Bartolomeo della Gatta.
In un primo tempo la ridecorazione degli ambienti venne affidata a un gruppo di artisti tra cui Pietro Perugino, il Sodoma, Baldassarre Peruzzi, il Bramantino e Lorenzo Lotto, oltre al tedesco Johannes Ruysch, specialista nelle grottesche. Perugino ad esempio lavorò alla volta della Stanza dell'Incendio nel 1508, ma il suo lavoro non piacque al papa che lo liquidò velocemente.
Fu probabilmente Bramante, architetto pontificio incaricato di ricostruire la Basilica vaticana, a suggerire al pontefice il suo conterraneo Raffaello Sanzio, a quell'epoca di stanza tra Firenze, l'Umbria e le Marche, reduce da un clamoroso successo con la Pala Baglioni a Perugia. Non è chiaro quando il pittore giunse a Roma: sicuramente il 21 aprile 1508 era ancora a Firenze (lettera allo zio Simone della Ciarla), mentre il 13 gennaio 1509 era già accreditato alla tesoreria pontificia per un ordine di pagamento, verosimilmente legato alla Stanza della Segnatura. Probabilmente l'urbinate si aggiunse nel corso degli ultimi mesi del 1508.
Il pontefice, soddisfatto dei primi saggi del pittore, gli affidò presto la decorazione dell'intera impresa, senza esitare a distruggere tutto il lavoro dei suoi predecessori, come testimoniò anche Vasari, salvando solo l'ambiente della Niccolina. L'incarico venne inoltre confermato da Leone X, quindi il Sanzio, coadiuvato da un cospicuo numero di aiutanti, lavorò all'impresa, stanza dopo stanza, fino alla morte nel 1520, mentre i suoi seguaci completarono la decorazione su suo disegno fino al 1524. Le Stanze vennero usate dai vari papi con poche alterazioni fino a Gregorio XIII.
Durante la Repubblica Romana instaurata dai giacobini e successivamente nel periodo napoleonico, i francesi elaborarono alcuni piani per staccare gli affreschi e renderli portabili. Infatti, venne espresso il desiderio di rimuovere gli affreschi di Raffaello dalle pareti delle Stanze Vaticane e inviarli in Francia, tra gli oggetti spediti al Musee Napoleon delle spoliazioni napoleoniche, ma questi non vennero mai realizzati a causa delle difficoltà tecniche e i tentativi falliti e disastrosi dei francesi presso la chiesa di San Luigi dei Francesi a Roma.

## Descrizione
Da ovest a est si susseguono una serie di ambienti di forma rettangolare, che presero il nome dagli affreschi situati. Si incontrano così la Stanza dell'Incendio, la Stanza della Segnatura, la Stanza di Eliodoro e la Sala di Costantino (nella visita turistica si fa di solito il percorso inverso, passando per un balcone cinquecentesco sul Cortile del Belvedere). Le prime tre sono coperte da volta a crociera e misurano circa 7 metri per 8; la quarta 10x16. Queste sono le stanze interessate dagli affreschi di Raffaello.
A questo complesso si aggiungono Sala dei Chiaroscuri o dei Palafrenieri, già affrescata su disegni di Raffaello nel 1517 (distrutti sotto Paolo IV e sostituiti da altri ordinati da Gregorio XIII nel 1582), la cappella Niccolina (cappella privata del papa, affrescata dal Beato Angelico ai tempi di Niccolò V), la Loggia sul cortile di San Damaso, la Loggetta e il cubiculum, ossia la camera da letto del pontefice. Di questi ambienti sono oggi visitabili le Stanze raffaellesche, passaggio obbligato nel percorso che conduce alla Cappella Sistina, e la Niccolina, mentre gli altri ambienti, di dimensioni più contenute e più difficili da sorvegliare, sono accessibili solo agli studiosi.
A maggio 2017 è stato apportato un nuovo progetto di illuminazione per i Musei Vaticani sviluppato dall’azienda tedesca Osram, in collaborazione con l’Università di Pannonia.

### Stanza della Segnatura

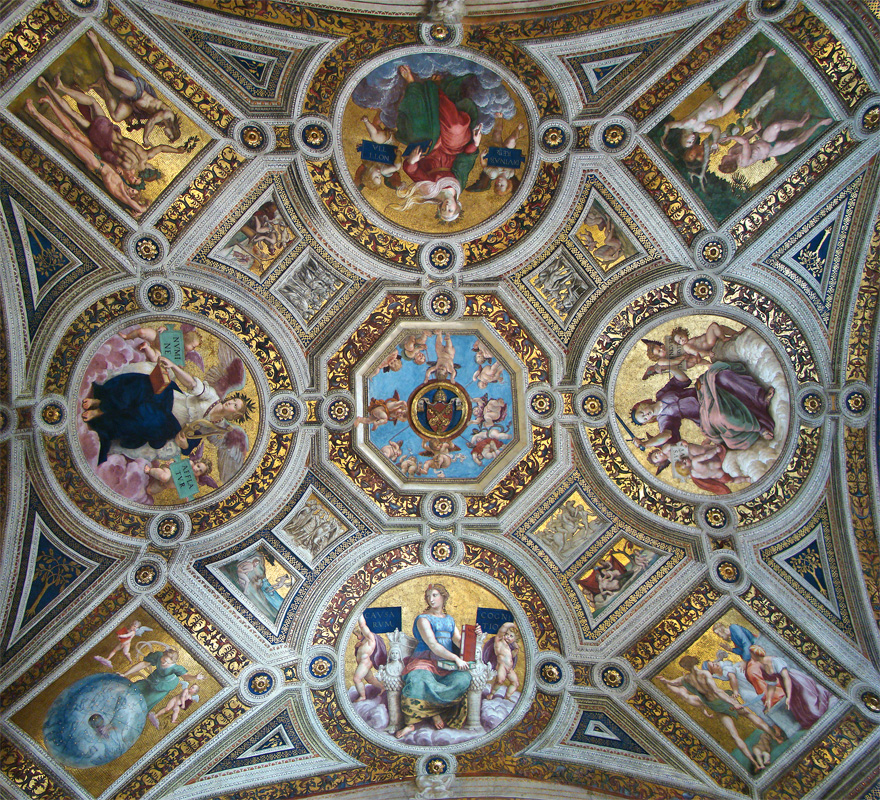
La Stanza della Segnatura

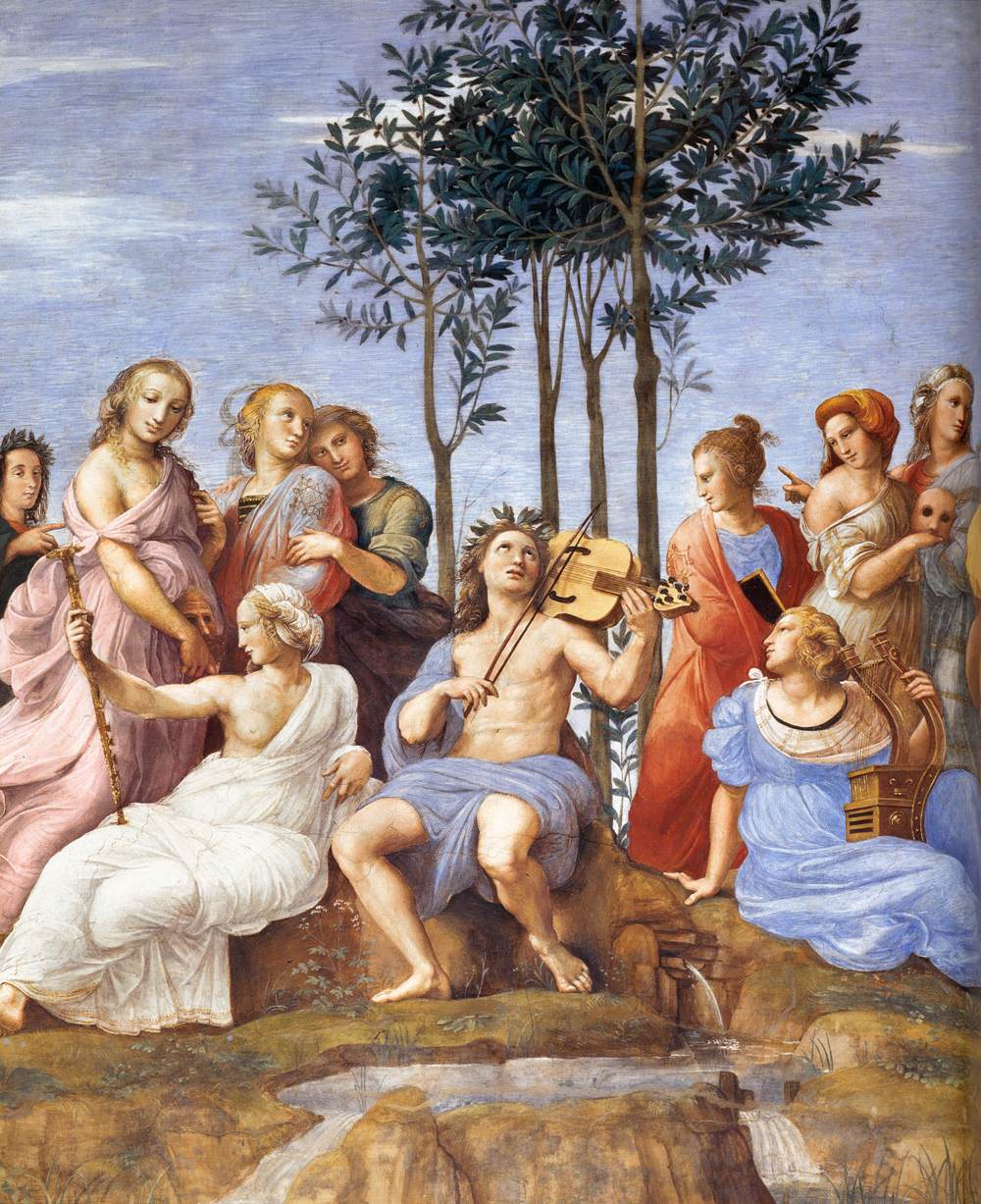
Il Parnaso, dettaglio

L'ambiente prende il nome dal più alto tribunale della Santa Sede, la "Segnatura Gratiae et Iustitiae", presieduto dal pontefice e che usava riunirsi in questa sala. La celebrazione delle categorie del sapere negli affreschi (teologia, filosofia, poesia e giurisprudenza), ha fatto pensare che originariamente la sala fosse destinata a ospitare lo studiolo e la biblioteca del papa.
Nelle scene principali Raffaello si rifiutò di operare una semplice galleria di ritratti, come avevano fatto ad esempio Perugino nel Collegio del Cambio o Pinturicchio nell'Appartamento Borgia, ma cercò di coinvolgere i personaggi in un'azione, caratterizzandoli con moti ed espressioni. Ciò è particolarmente evidente sin nel primo affresco, la Disputa. Temi tipici del Rinascimento, come la concordanza tra sapienza antica e moderna, pagana e cristiana, la poesia come fonte di rivelazione e conoscenza, la giustizia come culmine delle virtù etiche, vengono così a essere rappresentate tramite azioni, in maniera del tutto naturale e diretta. Al posto delle rappresentazioni ermetiche dei suoi predecessori Raffaello creò scene che dovevano apparire concrete ed eloquenti, familiari grazie alla straordinaria padronanza del mezzo pittorico.
Questi gli affreschi alle pareti:
1. Disputa del Sacramento (Teologia, 1509)
2. Scuola di Atene (Filosofia, 1509-1511)
3. Parnaso (Poesia, 1510-1511)
4. Virtù e la Legge (Giurisprudenza, 1511), con Gregorio IX approva le Decretali (legge canonica) e Triboniano consegna le Pandette a Giustiniano (legge civile)

Raffaello inoltre affrescò la volta, con motivi che completano e chiariscono il tema delle pareti. Lo schema che si evince è il seguente: 
| Parete | Immagine | Tondo     | Immagine | Riquadro             | Immagine | Lunetta                | Elemento | Putto |
| ------ | -------- | --------- | -------- | -------------------- | -------- | ---------------------- | -------- | ----- |
| Ovest  |          | Teologia  |          | Adamo ed Eva         |          | Disputa del Sacramento | Fuoco    | Aria  |
| Sud    |          | Giustizia |          | Giudizio di Salomone |          | Virtù e la Legge       | Terra    | Terra |
| Est    |          | Filosofia |          | Primo moto           |          | Scuola di Atene        | Acqua    | Acqua |
| Nord   |          | Poesia    |          | Apollo e Marsia      |          | Parnaso                | Aria     | Fuoco |

### Stanza di Eliodoro

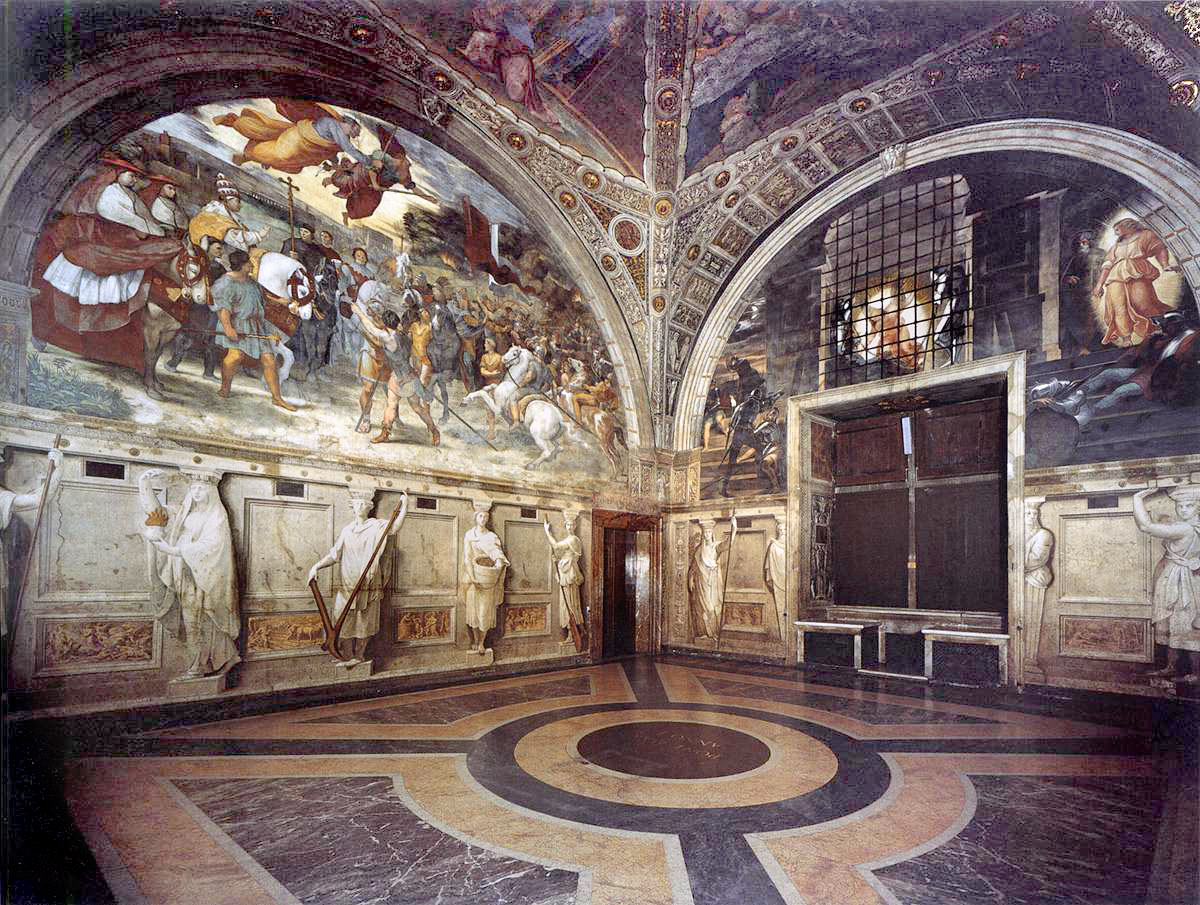
Stanza di Eliodoro

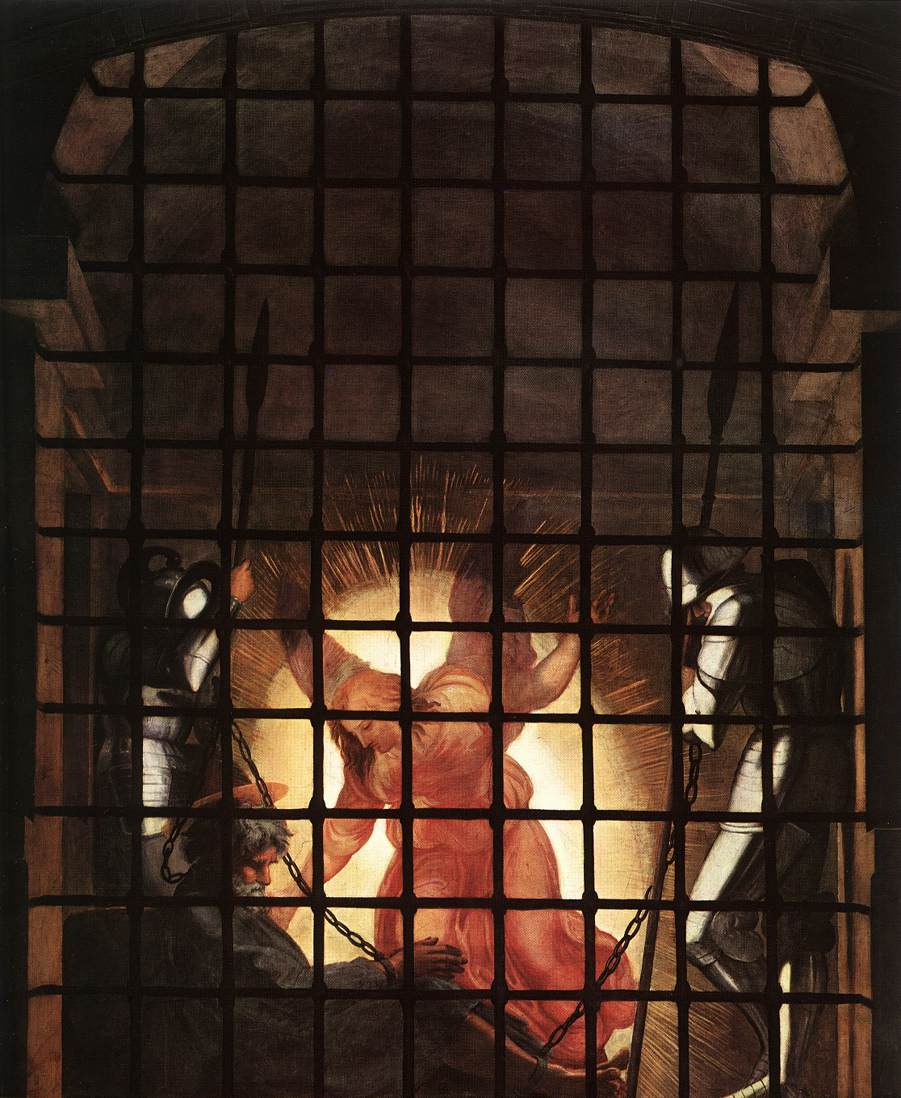
Liberazione di san Pietro (dettaglio)

Mentre la Stanza della Segnatura era in via di completamento, Raffaello, nell'estate del 1511, incominciò a elaborare i disegni per la decorazione della stanza successiva, destinata a sala delle Udienze. A giugno il papa era tornato a Roma dopo una campagna militare disastrosa contro i francesi, che aveva comportato la perdita di Bologna e la continua minaccia degli eserciti stranieri nella penisola.
In quel momento di incertezza politica venne deciso un programma decorativo che sottolineasse la protezione accordata da Dio alla sua Chiesa in alcuni momenti della sua storia, descrivendo interventi miracolosi contro nemici interni ed esterni, e affidandosi al culto dell'eucaristia, particolarmente caro al papa.
La decorazione ebbe luogo tra la seconda metà del 1511 e il 1514, con un pagamento a saldo al Sanzio datato 1º agosto 1514.
Quattro gli affreschi alle pareti:
1. Cacciata di Eliodoro dal tempio (1511-1512)
2. Messa di Bolsena (1512)
3. Liberazione di san Pietro (1513-1514)
4. Incontro di Leone Magno con Attila (1514)

Nella volta Raffaello ha rappresentato quattro episodi biblici. Rispetto alla stanza precedente appaiono evidenti le novità stilistiche, derivate dal confronto con Michelangelo e con i coloristi veneti. Le scene sono più concitate, con ombre più profonde, colori più densi, composizioni in cui la ricerca di simmetria si fa più libera e sciolta, fino alla prima scena completamente asimmetrica, l'Incontro di Leone Magno con Attila, anche per la contrapposizione tra la furia degli Unni e il pacato avanzare del papa, sicuro della propria infallibilità garantita dalla protezione divina.
Lo schema è il seguente: 
| Lato  | Immagine | Volta                    | Immagine | Lunetta                            |
| ----- | -------- | ------------------------ | -------- | ---------------------------------- |
| Est   |          | Roveto ardente           |          | Cacciata di Eliodoro dal tempio    |
| Sud   |          | Sacrificio di Isacco     |          | Messa di Bolsena                   |
| Ovest |          | Apparizione di Dio a Noè |          | Incontro di Leone Magno con Attila |
| Nord  |          | Scala di Giacobbe        |          | Liberazione di san Pietro          |

### Stanza dell'Incendio di Borgo

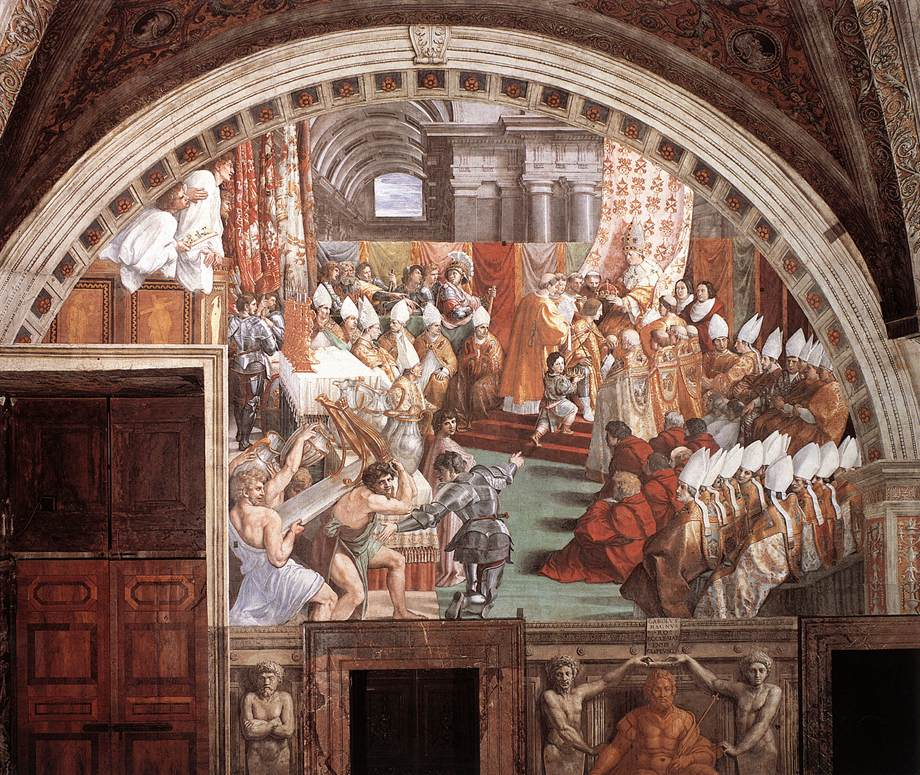
Incoronazione di Carlo Magno, Stanza dell'Incendio di Borgo

La Stanza dell'Incendio di Borgo fu l'ultima in cui è riscontrabile un intervento diretto di Raffaello. L'esecuzione degli affreschi venne affidata in larghissima parte agli aiuti (Giulio Romano, Giovan Francesco Penni, Giovanni da Udine e altri) poiché il maestro era ormai preso da altre commissioni papali, prime fra tutti gli arazzi della Sistina e l'architettura della Basilica vaticana, dove il Sanzio aveva preso l'incarico di Bramante dopo la sua morte.
Studi approfonditi hanno messo in luce la frenetica attività raffaellesca di quegli anni, sottolineando il fiorire ininterrotto di idee e soluzioni di grande innovazione, tanto da lasciare necessariamente indietro le possibilità di esecuzione diretta di un così gran numero di iniziative. Inoltre è incontestato come nell'opera degli allievi qualcosa dell'idea originale venga inevitabilmente tradita, senza per questo diminuire il valore dell'ideazione iniziale. Nell'Incendio di Borgo, il primo degli affreschi e quello in cui la mano di Raffaello è più presente, appaiono evidenti i motivi ripresi da Michelangelo, che anticipano stilemi del manierismo.

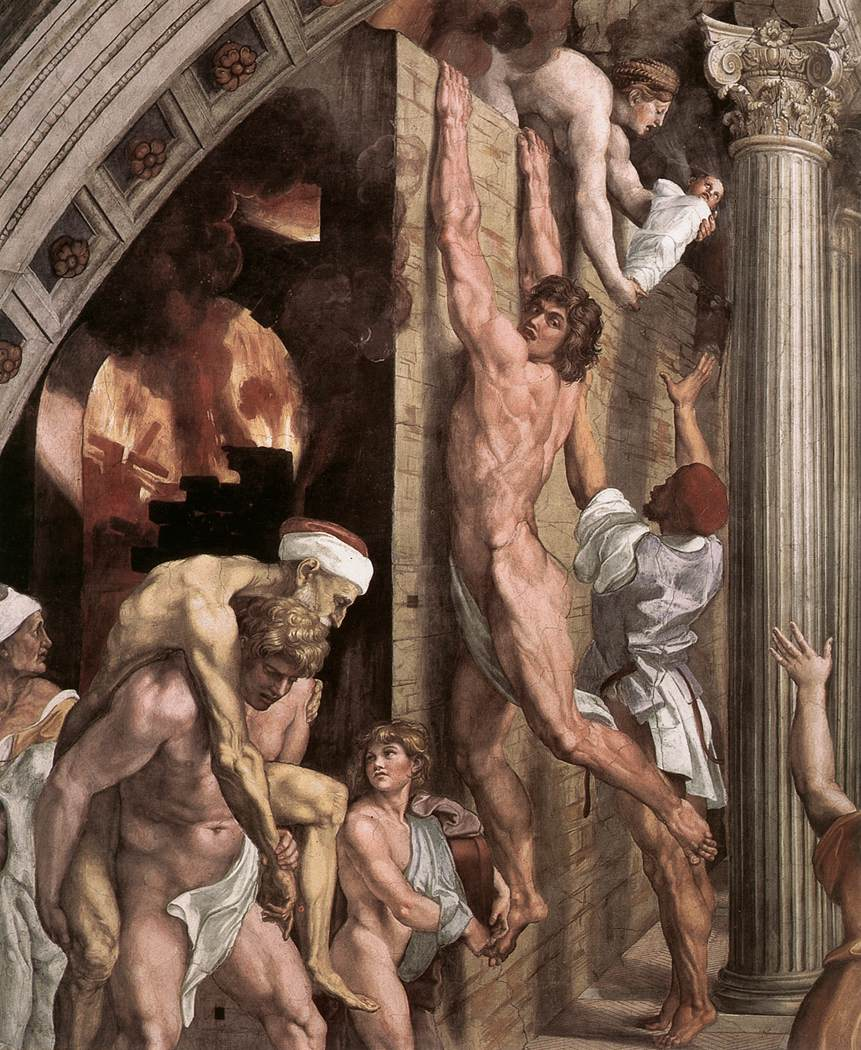
Incendio di Borgo, dettaglio

Gli affreschi vennero realizzati tra il 1514 e il 1517. Il tema principale è quello di esaltare la figura di papa Leone X attraverso storie tratte dalla vita di altri due papi con lo stesso nome: Leone III e Leone IV. Ciascuna scena contiene allusioni al pontificato attuale e numerose citazioni classiche e letterarie tipiche della corte pontificia.
Quattro gli affreschi alle pareti:
1. Incendio di Borgo (1514)
2. Battaglia di Ostia (1514-1515)
3. Incoronazione di Carlo Magno (1516-1517)
4. Giuramento di Leone III (1517)

La volta risale invece alle decorazioni di Perugino, create tra il 1507 e il 1508 sotto Giulio II, che Raffaello mantenne forse per una sorta di affezione verso l'antico maestro. Lo schema è il seguente:
| Lato  | Immagine | Volta                                                  | Immagine | Lunetta                      |
| ----- | -------- | ------------------------------------------------------ | -------- | ---------------------------- |
| Est   |          | Padre in trono tra angeli e cherubini                  |          | Battaglia di Ostia           |
| Sud   |          | Cristo come Sol Iustitiae e Cristo tentato dal demonio |          | Incendio di Borgo            |
| Ovest |          | Trinità tra gli apostoli                               |          | Incoronazione di Carlo Magno |
| Nord  |          | Cristo tra la Misericordia e la Giustizia              |          | Giuramento di Leone III      |

### Sala di Costantino

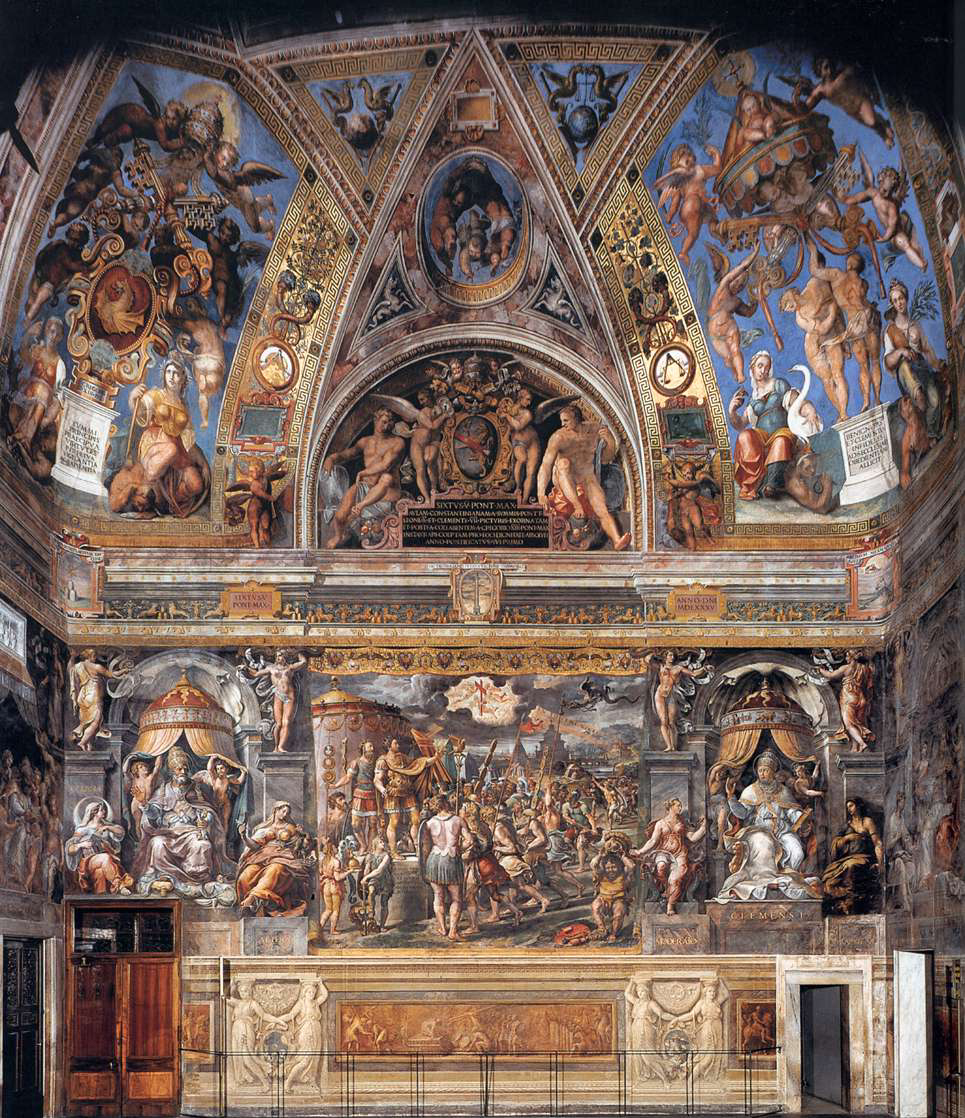
Sala di Costantino

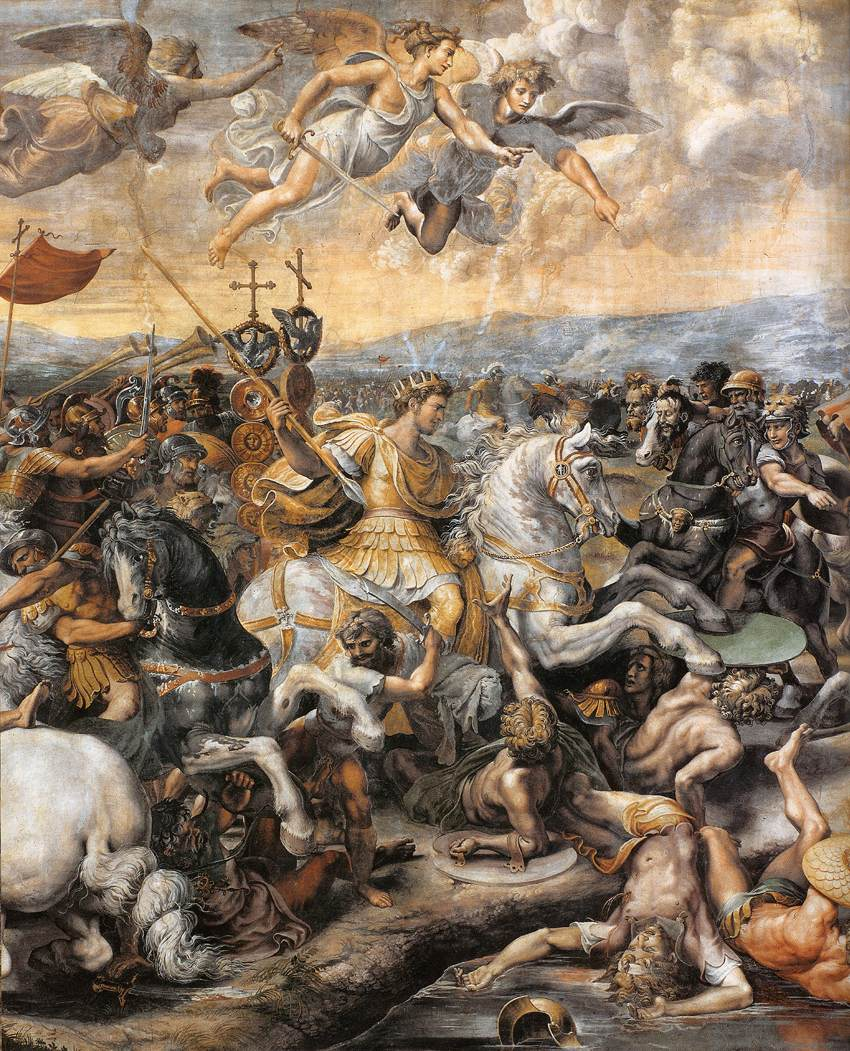
Battaglia di Costantino contro Massenzio, dettaglio

La Sala di Costantino, quarta e ultima Stanza dell'appartamento, venne commissionata a Raffaello da Leone X nel 1517, come ricorda Vasari nelle vite del Sanzio e di Giovan Francesco Penni. Il maestro però, negli ultimi frenetici anni di vita, fece in tempo solo a preparare i cartoni, morendo nel 1520. L'opera è quindi datata dal 1520 fino al 1524 quando, ormai sotto Clemente VII, Giulio Romano, evidentemente libero da impegni col papa, partì per Mantova. A Raffaello è attribuita l'ideazione del complesso decorativo, ma l'intera stesura e probabilmente anche la composizione delle scene nella parete spetta agli allievi.
Il tema iconografico principale, le storie di Costantino Magno, mira all'esaltazione della Chiesa, della sua vittoria sul paganesimo e al suo insediamento nella città di Roma. Si tratta di una celebrazione storico-politica che proseguiva le riflessioni della seconda e della terza stanza.
La sala misura 10x15 metri, con le quattro scene principali che simulano arazzi appesi alle pareti. Ai lati, tra nicchie con figure allegoriche, si trovano figure di pontefici tra angeli.  La stesura è riferita a Giulio Romano, Giovan Francesco Penni, Raffaellino del Colle. Perin del Vaga dipinse gli sguanci nelle pareti. Il soffitto originario era composto da travi lignee. Nel 1582, sotto Gregorio XIII, venne sostituito da volte e decorato da affreschi, con il Trionfo della religione cristiana, affidati al pittore siciliano Tommaso Laureti e completati nel 1585.
Quattro sono gli affreschi principali:
1. Visione della croce
2. Battaglia di Costantino contro Massenzio
3. Battesimo di Costantino
4. Donazione di Roma

| Immagine e soggetto | Immagine e soggetto                      | Immagine e soggetto     | Immagine e soggetto |
| ------------------- | ---------------------------------------- | ----------------------- | ------------------- |
|                     |                                          |                         |                     |
| Visione della croce | Battaglia di Costantino contro Massenzio | Battesimo di Costantino | Donazione di Roma   |

## Bibliografia

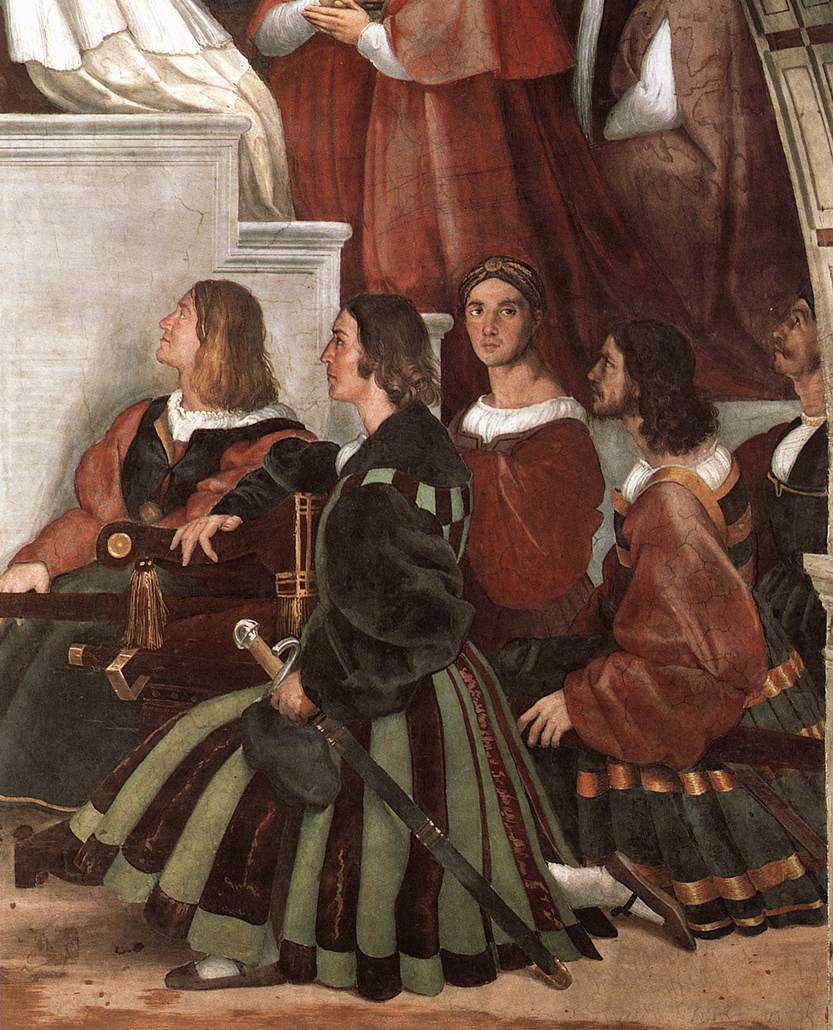
Messa di Bolsena Stanza di Eliodoro, dettaglio